# Стрибки у воду на Чемпіонаті світу з водних видів спорту 2017 — синхронний трамплін, 3 метри (жінки)
Змагання зі стрибків у воду з триметрового синхронного трампліна серед жінок на Чемпіонаті світу з водних видів спорту 2017 відбулися 17 липня.

## Результати
Попередній раунд розпочався о 10:00. Фінал відбувся о 16:00.
Зеленим позначено фіналісток
| Місце | Країна          | Стрибунки                              | Попередній раунд | Попередній раунд | Фінал      | Фінал      |
| Місце | Країна          | Стрибунки                              | Очки             | Місце            | Очки       | Місце      |
| ----- | --------------- | -------------------------------------- | ---------------- | ---------------- | ---------- | ---------- |
| 1     | Китай           | Чан Яні Ши Тінмао                      | 320.40           | 1                | 333.30     | 1          |
| 2     | Канада          | Дженніфер Абель Мелісса Сітріні-Больйо | 306.60           | 2                | 323.43     | 2          |
| 3     | Росія           | Надія Бажина Христина Ільїних          | 304.80           | 3                | 312.60     | 3          |
| 4     | Австралія       | Меддісон Кіні Анабель Сміт             | 297.66           | 4                | 301.23     | 4          |
| 5     | Велика Британія | Грейс Рід Кетрін Торранс               | 271.20           | 8                | 294.60     | 5          |
| 6     | Малайзія        | Ин Яньї Нур Дабіта Сабрі               | 291.54           | 5                | 288.72     | 6          |
| 7     | Україна         | Анастасія Недобіга Діана Шелестюк      | 270.57           | 9                | 280.56     | 7          |
| 8     | Нідерланди      | Інге Янсен Дафне Вілс                  | 258.30           | 12               | 280.50     | 8          |
| 9     | Німеччина       | Фрідеріке Фраєр Тіна Пунцель           | 269.10           | 10               | 279.60     | 9          |
| 10    | Мексика         | Аранча Чавес Мелані Ернандес           | 274.62           | 7                | 279.27     | 10         |
| 11    | США             | Марія Коберн Елісон Гібсон             | 283.65           | 6                | 252.42     | 11         |
| 12    | Бразилія        | Луана Ліра Таммі Такагі                | 265.20           | 11               | 247.05     | 12         |
| 13    | Південна Корея  | Кім На Мі Moon Na-yun                  | 251.88           | 13               | Не пройшли | Не пройшли |
| 14    | ПАР             | Мікаела Бутер Ніколь Джилліс           | 249.66           | 14               | Не пройшли | Не пройшли |
| 15    | Швейцарія       | Вівіан Барт Джессіка-Флоріан Фавр      | 243.75           | 15               | Не пройшли | Не пройшли |
| 16    | Макао           | Чой Сут Куан Чой Сут Іан               | 241.92           | 16               | Не пройшли | Не пройшли |
| 17    | Угорщина        | Флора Гондос Вілло Кормош              | 237.54           | 17               | Не пройшли | Не пройшли |
| 18    | Литва           | Індре Гірдаускайте Женев'єве Грін      | 226.53           | 18               | Не пройшли | Не пройшли |
| 19    | Нова Зеландія   | Шей Боддінгтон Елізабет Кві            | 218.10           | 19               | Не пройшли | Не пройшли |